# ينس فيشر (مصور سينمائي)
ينس فيشر (بالسويدية: Jens Fischer)‏ هو مصور سينمائي سويدي، ولد في 24 أغسطس 1946 في ستوكهولم في السويد.

## وصلات خارجية
- ينس فيشر على موقع IMDb (الإنجليزية)
- ينس فيشر على موقع ألو سيني (الفرنسية)
- ينس فيشر على موقع أول موفي (الإنجليزية)
- ينس فيشر على موقع قاعدة بيانات الأفلام السويدية (السويدية)
- ينس فيشر على موقع قاعدة بيانات الفيلم (الإنجليزية)
- ينس فيشر على موقع كينوبويسك (الروسية)